# 2018-as IIHF divízió III-as jégkorong-világbajnokság
A 2018-as IIHF divízió III-as jégkorong-világbajnokságot Fokvárosban, a Dél-afrikai Köztársaságban rendezték április 16. és 22. között, egy hatos csoportban. Az első helyezett feljutott a divízió II/B csoportjába. A divízió III selejtezőt Szarajevóban, Bosznia-Hercegovinában rendezték február 25. és 28. között, egy négyes csoportban, miután az eredetileg kijelölt Egyesült Arab Emírségek visszalépett a rendezéstől.

## Résztvevők
A világbajnokságon az alábbi 6 válogatott vett részt.
| Csapat                  | Kvalifikáció módja                                                    |
| ----------------------- | --------------------------------------------------------------------- |
| Törökország             | Előző évben a divízió II/B csoportjának 6. helyén végzett és kiesett. |
| Bulgária                | Előző évben a divízió III 2. helyén végzett.                          |
| Grúzia                  | Előző évben a divízió III 3. helyén végzett.                          |
| Hongkong                | Előző évben a divízió III 4. helyén végzett.                          |
| Dél-afrikai Köztársaság | Rendező, előző évben a divízió III 5. helyén végzett.                 |
| Tajvan                  | Előző évben a divízió III 6. helyén végzett.                          |

## Csoportkör
A mérkőzések kezdési időpontjai helyi idő szerint (UTC+2) értendők.

### Végeredmény
| Hely. | Csapat                      | M | Gy | HGy | HV | V | G+ | G– | Gk  | P  | Továbbjutás vagy kiesés            |
| ----- | --------------------------- | - | -- | --- | -- | - | -- | -- | --- | -- | ---------------------------------- |
| 1.    | Grúzia (F)                  | 5 | 4  | 0   | 0  | 1 | 35 | 12 | +23 | 12 | Feljutott a divízió II/B-be.       |
| 2.    | Bulgária                    | 5 | 3  | 1   | 0  | 1 | 28 | 10 | +18 | 11 |                                    |
| 3.    | Törökország                 | 5 | 3  | 0   | 1  | 1 | 22 | 14 | +8  | 10 |                                    |
| 4.    | Tajvan                      | 5 | 2  | 0   | 0  | 3 | 16 | 25 | −9  | 6  |                                    |
| 5.    | Dél-afrikai Köztársaság (R) | 5 | 2  | 0   | 0  | 3 | 13 | 18 | −5  | 6  |                                    |
| 6.    | Hongkong (K)                | 5 | 0  | 0   | 0  | 5 | 3  | 38 | −35 | 0  | Kiesett a divízió III selejtezőbe. |

### Eredmények
| 2018. április 16. 13:00 | Grúzia | 6–2 (4–1, 1–0, 1–1) | Törökország | The Ice Station, Fokváros Nézőszám: 35 |

| Jegyzőkönyv | Jegyzőkönyv    | Jegyzőkönyv                   | Jegyzőkönyv      | Jegyzőkönyv                                                              |
| --- | -------------- | ----------------------------- | ---------------- | ------------------------------------------------------------------------ |
| | Andrei Ilienko | Kapusok                       | Muhammed Karagül | Játékvezető: Alexey Roshchyn Vonalbírók: Maximilian Gatol Artsiom Labzov |
| \| \| 0–1 \| 02:56 – F. Faner (Bakal) \| \| Vasilchenko (Kharizov) – 10:11 \| 1–1 \| \| \| Obolgogiani (Dumbadze) – 10:21 \| 2–1 \| \| \| Zhuzhunashvili (Kurbatov, Tsomaia) (SH) – 14:37 \| 3–1 \| \| \| Shvetsov (Vasilchenko, Kurbatov)(PP) – 16:14 \| 4–1 \| \| \| Vasilchenko (Kozyulin, Shvetsov) – 26:12 \| 5–1 \| \| \| \| 5–2 \| 45:35 – F. Faner (Bakal) (SH) \| \| Obolgogiani (Kurbatov, Zhuzhunashvili) (PP2) – 50:03 \| 6–2 \| \| |                |                               |                  | Játékvezető: Alexey Roshchyn Vonalbírók: Maximilian Gatol Artsiom Labzov |
| 12 perc | Büntetések     | 20 perc                       |                  | Játékvezető: Alexey Roshchyn Vonalbírók: Maximilian Gatol Artsiom Labzov |
| 57 | Lövések        | 17                            |                  | Játékvezető: Alexey Roshchyn Vonalbírók: Maximilian Gatol Artsiom Labzov |
| | 0–1            | 02:56 – F. Faner (Bakal)      |                  | Játékvezető: Alexey Roshchyn Vonalbírók: Maximilian Gatol Artsiom Labzov |
| Vasilchenko (Kharizov) – 10:11 | 1–1            |                               |                  | Játékvezető: Alexey Roshchyn Vonalbírók: Maximilian Gatol Artsiom Labzov |
| Obolgogiani (Dumbadze) – 10:21 | 2–1            |                               |                  | Játékvezető: Alexey Roshchyn Vonalbírók: Maximilian Gatol Artsiom Labzov |
| Zhuzhunashvili (Kurbatov, Tsomaia) (SH) – 14:37 | 3–1            |                               |                  |                                                                          |
| Shvetsov (Vasilchenko, Kurbatov)(PP) – 16:14 | 4–1            |                               |                  |                                                                          |
| Vasilchenko (Kozyulin, Shvetsov) – 26:12 | 5–1            |                               |                  |                                                                          |
| | 5–2            | 45:35 – F. Faner (Bakal) (SH) |                  |                                                                          |
| Obolgogiani (Kurbatov, Zhuzhunashvili) (PP2) – 50:03 | 6–2            |                               |                  |                                                                          |

| 2018. április 16. 16:15 | Tajvan | 5–1 (0–1, 2–0, 3–0) | Hongkong | The Ice Station, Fokváros Nézőszám: 80 |

| Jegyzőkönyv | Jegyzőkönyv   | Jegyzőkönyv         | Jegyzőkönyv | Jegyzőkönyv                                                                |
| --- | ------------- | ------------------- | ----------- | -------------------------------------------------------------------------- |
| | Liao Yu-cheng | Kapusok             | King Ho     | Játékvezető: Miroslav Iarets Vonalbírók: Jonathan Burger Matthias Cristeli |
| \| \| 0–1 \| 05:05 – To (Lo, Fu) \| \| Lu – 29:01 \| 1–1 \| \| \| Shen Yen-c. (Pan) – 31:28 \| 2–1 \| \| \| Shen Yen-l. (Lu, Shen Yen-c.) (SH) – 44:23 \| 3–1 \| \| \| Tsao (Ti) – 52:11 \| 4–1 \| \| \| Shen Yen-c. (Hsiao Po-yun) (SH) – 53:59 \| 5–1 \| \| |               |                     |             | Játékvezető: Miroslav Iarets Vonalbírók: Jonathan Burger Matthias Cristeli |
| 0 perc | Büntetések    | 6 perc              |             | Játékvezető: Miroslav Iarets Vonalbírók: Jonathan Burger Matthias Cristeli |
| 24 | Lövések       | 22                  |             | Játékvezető: Miroslav Iarets Vonalbírók: Jonathan Burger Matthias Cristeli |
| | 0–1           | 05:05 – To (Lo, Fu) |             | Játékvezető: Miroslav Iarets Vonalbírók: Jonathan Burger Matthias Cristeli |
| Lu – 29:01 | 1–1           |                     |             | Játékvezető: Miroslav Iarets Vonalbírók: Jonathan Burger Matthias Cristeli |
| Shen Yen-c. (Pan) – 31:28 | 2–1           |                     |             | Játékvezető: Miroslav Iarets Vonalbírók: Jonathan Burger Matthias Cristeli |
| Shen Yen-l. (Lu, Shen Yen-c.) (SH) – 44:23 | 3–1           |                     |             |                                                                            |
| Tsao (Ti) – 52:11 | 4–1           |                     |             |                                                                            |
| Shen Yen-c. (Hsiao Po-yun) (SH) – 53:59 | 5–1           |                     |             |                                                                            |

| 2018. április 16. 20:00 | Bulgária | 4–0 (1–0, 2–0, 1–0) | Dél-afrikai Köztársaság | The Ice Station, Fokváros Nézőszám: 200 |

| Jegyzőkönyv | Jegyzőkönyv      | Jegyzőkönyv | Jegyzőkönyv | Jegyzőkönyv                                                              |
| --- | ---------------- | ----------- | ----------- | ------------------------------------------------------------------------ |
| | Dimitar Dimitrov | Kapusok     | Ashley Bock | Játékvezető: Richard Magnusson Vonalbírók: Daniel Beresford Marcin Polak |
| \| Vasilev (Boyadjiev, V. Dikov) – 16:43 \| 1–0 \| \| \| V. Dikov (Boyadjiev) – 36:33 \| 2–0 \| \| \| Iskrenov (Vasilev) – 37:22 \| 3–0 \| \| \| V. Dikov (Vasilev, Boyadjiev) – 58:39 \| 4–0 \| \| |                  |             |             | Játékvezető: Richard Magnusson Vonalbírók: Daniel Beresford Marcin Polak |
| 6 perc | Büntetések       | 2 perc      |             | Játékvezető: Richard Magnusson Vonalbírók: Daniel Beresford Marcin Polak |
| 40 | Lövések          | 18          |             | Játékvezető: Richard Magnusson Vonalbírók: Daniel Beresford Marcin Polak |
| Vasilev (Boyadjiev, V. Dikov) – 16:43 | 1–0              |             |             | Játékvezető: Richard Magnusson Vonalbírók: Daniel Beresford Marcin Polak |
| V. Dikov (Boyadjiev) – 36:33 | 2–0              |             |             | Játékvezető: Richard Magnusson Vonalbírók: Daniel Beresford Marcin Polak |
| Iskrenov (Vasilev) – 37:22 | 3–0              |             |             | Játékvezető: Richard Magnusson Vonalbírók: Daniel Beresford Marcin Polak |
| V. Dikov (Vasilev, Boyadjiev) – 58:39 | 4–0              |             |             |                                                                          |

| 2018. április 17. 13:00 | Törökország | 6–1 (1–1, 2–0, 3–0) | Hongkong | The Ice Station, Fokváros Nézőszám: 20 |

| Jegyzőkönyv | Jegyzőkönyv  | Jegyzőkönyv                   | Jegyzőkönyv   | Jegyzőkönyv                                                                 |
| --- | ------------ | ----------------------------- | ------------- | --------------------------------------------------------------------------- |
| | Tolga Bozacı | Kapusok                       | Emerson Keung | Játékvezető: Richard Magnusson Vonalbírók: Daniel Beresford Jonathan Burger |
| \| Özmen (Semiz, Solak) – 00:38 \| 1–0 \| \| \| \| 1–1 \| 16:52 – Sham (Tang, Ho) (PP2) \| \| Kavaz (Bingöl, Aktürk) – 27:40 \| 2–1 \| \| \| Semiz (Ö. Kars) – 32:39 \| 3–1 \| \| \| Özmen (Semiz) (PP) – 41:53 \| 4–1 \| \| \| Toygar (E. Faner) – 44:01 \| 5–1 \| \| \| Bakal (PP) – 51:49 \| 6–1 \| \| |              |                               |               | Játékvezető: Richard Magnusson Vonalbírók: Daniel Beresford Jonathan Burger |
| 8 perc | Büntetések   | 10 perc                       |               | Játékvezető: Richard Magnusson Vonalbírók: Daniel Beresford Jonathan Burger |
| 51 | Lövések      | 13                            |               | Játékvezető: Richard Magnusson Vonalbírók: Daniel Beresford Jonathan Burger |
| Özmen (Semiz, Solak) – 00:38 | 1–0          |                               |               | Játékvezető: Richard Magnusson Vonalbírók: Daniel Beresford Jonathan Burger |
| | 1–1          | 16:52 – Sham (Tang, Ho) (PP2) |               | Játékvezető: Richard Magnusson Vonalbírók: Daniel Beresford Jonathan Burger |
| Kavaz (Bingöl, Aktürk) – 27:40 | 2–1          |                               |               | Játékvezető: Richard Magnusson Vonalbírók: Daniel Beresford Jonathan Burger |
| Semiz (Ö. Kars) – 32:39 | 3–1          |                               |               |                                                                             |
| Özmen (Semiz) (PP) – 41:53 | 4–1          |                               |               |                                                                             |
| Toygar (E. Faner) – 44:01 | 5–1          |                               |               |                                                                             |
| Bakal (PP) – 51:49 | 6–1          |                               |               |                                                                             |

| 2018. április 17. 16:15 | Bulgária | 3–5 (2–1, 0–3, 1–1) | Grúzia | The Ice Station, Fokváros Nézőszám: 60 |

| Jegyzőkönyv | Jegyzőkönyv      | Jegyzőkönyv                                         | Jegyzőkönyv    | Jegyzőkönyv                                                               |
| --- | ---------------- | --------------------------------------------------- | -------------- | ------------------------------------------------------------------------- |
| | Dimitar Dimitrov | Kapusok                                             | Andrei Ilienko | Játékvezető: Miroslav Iarets Vonalbírók: Matthias Cristeli Artsiom Labzov |
| \| \| 0–1 \| 04:05 – Kurbatov (Obolgogiani, Zhuzhunashvili) (PP) \| \| V. Dikov (Vasilev) – 10:01 \| 1–1 \| \| \| M. Nikolov (D. Dilkov) – 18:28 \| 2–1 \| \| \| \| 2–2 \| 28:18 – Kozyulin (Vasilchenko) \| \| \| 2–3 \| 36:24 – Vasilchenko (SH) \| \| \| 2–4 \| 36:35 – Vasilchenko (Kozyulin) (SH) \| \| \| 2–5 \| 44:48 – Kozyulin \| \| Hodulov (V. Dikov) (PP2) – 52:24 \| 3–5 \| \| |                  |                                                     |                | Játékvezető: Miroslav Iarets Vonalbírók: Matthias Cristeli Artsiom Labzov |
| 20 perc | Büntetések       | 16 perc                                             |                | Játékvezető: Miroslav Iarets Vonalbírók: Matthias Cristeli Artsiom Labzov |
| 43 | Lövések          | 37                                                  |                | Játékvezető: Miroslav Iarets Vonalbírók: Matthias Cristeli Artsiom Labzov |
| | 0–1              | 04:05 – Kurbatov (Obolgogiani, Zhuzhunashvili) (PP) |                | Játékvezető: Miroslav Iarets Vonalbírók: Matthias Cristeli Artsiom Labzov |
| V. Dikov (Vasilev) – 10:01 | 1–1              |                                                     |                | Játékvezető: Miroslav Iarets Vonalbírók: Matthias Cristeli Artsiom Labzov |
| M. Nikolov (D. Dilkov) – 18:28 | 2–1              |                                                     |                | Játékvezető: Miroslav Iarets Vonalbírók: Matthias Cristeli Artsiom Labzov |
| | 2–2              | 28:18 – Kozyulin (Vasilchenko)                      |                |                                                                           |
| | 2–3              | 36:24 – Vasilchenko (SH)                            |                |                                                                           |
| | 2–4              | 36:35 – Vasilchenko (Kozyulin) (SH)                 |                |                                                                           |
| | 2–5              | 44:48 – Kozyulin                                    |                |                                                                           |
| Hodulov (V. Dikov) (PP2) – 52:24 | 3–5              |                                                     |                |                                                                           |

| 2018. április 17. 20:00 | Dél-afrikai Köztársaság | 2–5 (0–1, 1–2, 1–2) | Tajvan | The Ice Station, Fokváros Nézőszám: 180 |

| Jegyzőkönyv | Jegyzőkönyv     | Jegyzőkönyv                                       | Jegyzőkönyv   | Jegyzőkönyv                                                             |
| --- | --------------- | ------------------------------------------------- | ------------- | ----------------------------------------------------------------------- |
| | Charl Pretorius | Kapusok                                           | Liao Yu-cheng | Játékvezető: Alexey Roshchyn Vonalbírók: Maximilian Gatol Gregor Miklič |
| \| \| 0–1 \| 06:20 – Shen Yen-c. (Hsiao Po-yun) \| \| \| 0–2 \| 28:08 – Tien \| \| Magmoed (Botha) – 30:31 \| 1–2 \| \| \| \| 1–3 \| 35:10 – Shen Yen-c. (Hsiao Po-yuan) \| \| \| 1–4 \| 43:40 – Tang (Tsao) (PP) \| \| \| 1–5 \| 50:01 – Hsiao Po-yun (Shen Yen-c., Hsiao Po-yuan) \| \| Magmoed (Van Doesburgh, Compton) (PP) – 57:16 \| 2–5 \| \| |                 |                                                   |               | Játékvezető: Alexey Roshchyn Vonalbírók: Maximilian Gatol Gregor Miklič |
| 18 perc | Büntetések      | 4 perc                                            |               | Játékvezető: Alexey Roshchyn Vonalbírók: Maximilian Gatol Gregor Miklič |
| 17 | Lövések         | 22                                                |               | Játékvezető: Alexey Roshchyn Vonalbírók: Maximilian Gatol Gregor Miklič |
| | 0–1             | 06:20 – Shen Yen-c. (Hsiao Po-yun)                |               | Játékvezető: Alexey Roshchyn Vonalbírók: Maximilian Gatol Gregor Miklič |
| | 0–2             | 28:08 – Tien                                      |               | Játékvezető: Alexey Roshchyn Vonalbírók: Maximilian Gatol Gregor Miklič |
| Magmoed (Botha) – 30:31 | 1–2             |                                                   |               | Játékvezető: Alexey Roshchyn Vonalbírók: Maximilian Gatol Gregor Miklič |
| | 1–3             | 35:10 – Shen Yen-c. (Hsiao Po-yuan)               |               |                                                                         |
| | 1–4             | 43:40 – Tang (Tsao) (PP)                          |               |                                                                         |
| | 1–5             | 50:01 – Hsiao Po-yun (Shen Yen-c., Hsiao Po-yuan) |               |                                                                         |
| Magmoed (Van Doesburgh, Compton) (PP) – 57:16 | 2–5             |                                                   |               |                                                                         |

| 2018. április 19. 13:00 | Bulgária | 7–2 (1–1, 4–0, 2–1) | Tajvan | The Ice Station, Fokváros Nézőszám: 30 |

| Jegyzőkönyv | Jegyzőkönyv      | Jegyzőkönyv                            | Jegyzőkönyv               | Jegyzőkönyv                                                             |
| --- | ---------------- | -------------------------------------- | ------------------------- | ----------------------------------------------------------------------- |
| | Dimitar Dimitrov | Kapusok                                | Liao Yu-cheng David Chang | Játékvezető: Richard Magnusson Vonalbírók: Jonathan Burger Marcin Polak |
| \| D. Dilkov (Gatchev) – 12:27 \| 1–0 \| \| \| \| 1–1 \| 17:44 – Hsiao Po-yun (Lu, Shen Yen-c.) \| \| Georgiev (Muhachev) (PP) – 26:24 \| 2–1 \| \| \| Boyadjiev – 27:40 \| 3–1 \| \| \| D. Dilkov (M. Nikolov, Gatchev) (PP) – 29:01 \| 4–1 \| \| \| Hodulov (Georgiev, Iskrenov) (PP) – 38:51 \| 5–1 \| \| \| \| 5–2 \| 49:08 – Pan (Hung, Lu) \| \| Hodulov (Georgiev) – 52:22 \| 6–2 \| \| \| Boyadjiev – 53:37 \| 7–2 \| \| |                  |                                        |                           | Játékvezető: Richard Magnusson Vonalbírók: Jonathan Burger Marcin Polak |
| 6 perc | Büntetések       | 8 perc                                 |                           | Játékvezető: Richard Magnusson Vonalbírók: Jonathan Burger Marcin Polak |
| 39 | Lövések          | 19                                     |                           | Játékvezető: Richard Magnusson Vonalbírók: Jonathan Burger Marcin Polak |
| D. Dilkov (Gatchev) – 12:27 | 1–0              |                                        |                           | Játékvezető: Richard Magnusson Vonalbírók: Jonathan Burger Marcin Polak |
| | 1–1              | 17:44 – Hsiao Po-yun (Lu, Shen Yen-c.) |                           | Játékvezető: Richard Magnusson Vonalbírók: Jonathan Burger Marcin Polak |
| Georgiev (Muhachev) (PP) – 26:24 | 2–1              |                                        |                           | Játékvezető: Richard Magnusson Vonalbírók: Jonathan Burger Marcin Polak |
| Boyadjiev – 27:40 | 3–1              |                                        |                           |                                                                         |
| D. Dilkov (M. Nikolov, Gatchev) (PP) – 29:01 | 4–1              |                                        |                           |                                                                         |
| Hodulov (Georgiev, Iskrenov) (PP) – 38:51 | 5–1              |                                        |                           |                                                                         |
| | 5–2              | 49:08 – Pan (Hung, Lu)                 |                           |                                                                         |
| Hodulov (Georgiev) – 52:22 | 6–2              |                                        |                           |                                                                         |
| Boyadjiev – 53:37 | 7–2              |                                        |                           |                                                                         |

| 2018. április 19. 16:15 | Grúzia | 11–1 (5–1, 3–0, 3–0) | Hongkong | The Ice Station, Fokváros Nézőszám: 40 |

| Jegyzőkönyv | Jegyzőkönyv                    | Jegyzőkönyv          | Jegyzőkönyv           | Jegyzőkönyv                                                             |
| --- | ------------------------------ | -------------------- | --------------------- | ----------------------------------------------------------------------- |
| | Andrei Ilienko Kakha Ambrolava | Kapusok              | Emerson Keung King Ho | Játékvezető: Alexey Roshchyn Vonalbírók: Daniel Beresford Gregor Miklič |
| \| Shvetsov (Kozyulin, Vasilchenko) – 10:30 \| 1–0 \| \| \| Zhuzhunashvili (Geperidze) (SH) – 12:02 \| 2–0 \| \| \| Zhuzhunashvili (SH2) – 12:59 \| 3–0 \| \| \| \| 3–1 \| 16:09 – Fung (J. Ho) \| \| Zhuzhunashvili (Dumbadze) – 16:22 \| 4–1 \| \| \| Zhuzhunashvili (Obolgogiani, Shvetsov) – 16:37 \| 5–1 \| \| \| Obolgogiani (Zhuzhunashvili, Dumbadze) – 24:10 \| 6–1 \| \| \| Zhuzhunashvili (Shalunov, Obolgogiani) – 30:25 \| 7–1 \| \| \| Obolgogiani (Zhuzhunashvili) (SH) – 34:13 \| 8–1 \| \| \| Obolgogiani (Zhuzhunashvili) – 42:15 \| 9–1 \| \| \| Obolgogiani (G. Oganeziani, Zhuzhunashvili) – 46:00 \| 10–1 \| \| \| Shalunov ( D. Oganeziani, Vasilchenko) – 50:22 \| 11–1 \| \| |                                |                      |                       | Játékvezető: Alexey Roshchyn Vonalbírók: Daniel Beresford Gregor Miklič |
| 10 perc | Büntetések                     | 10 perc              |                       | Játékvezető: Alexey Roshchyn Vonalbírók: Daniel Beresford Gregor Miklič |
| 61 | Lövések                        | 13                   |                       | Játékvezető: Alexey Roshchyn Vonalbírók: Daniel Beresford Gregor Miklič |
| Shvetsov (Kozyulin, Vasilchenko) – 10:30 | 1–0                            |                      |                       | Játékvezető: Alexey Roshchyn Vonalbírók: Daniel Beresford Gregor Miklič |
| Zhuzhunashvili (Geperidze) (SH) – 12:02 | 2–0                            |                      |                       | Játékvezető: Alexey Roshchyn Vonalbírók: Daniel Beresford Gregor Miklič |
| Zhuzhunashvili (SH2) – 12:59 | 3–0                            |                      |                       | Játékvezető: Alexey Roshchyn Vonalbírók: Daniel Beresford Gregor Miklič |
| | 3–1                            | 16:09 – Fung (J. Ho) |                       |                                                                         |
| Zhuzhunashvili (Dumbadze) – 16:22 | 4–1                            |                      |                       |                                                                         |
| Zhuzhunashvili (Obolgogiani, Shvetsov) – 16:37 | 5–1                            |                      |                       |                                                                         |
| Obolgogiani (Zhuzhunashvili, Dumbadze) – 24:10 | 6–1                            |                      |                       |                                                                         |
| Zhuzhunashvili (Shalunov, Obolgogiani) – 30:25 | 7–1                            |                      |                       |                                                                         |
| Obolgogiani (Zhuzhunashvili) (SH) – 34:13 | 8–1                            |                      |                       |                                                                         |
| Obolgogiani (Zhuzhunashvili) – 42:15 | 9–1                            |                      |                       |                                                                         |
| Obolgogiani (G. Oganeziani, Zhuzhunashvili) – 46:00 | 10–1                           |                      |                       |                                                                         |
| Shalunov ( D. Oganeziani, Vasilchenko) – 50:22 | 11–1                           |                      |                       |                                                                         |

| 2018. április 19. 20:00 | Törökország | 7–1 (1–0, 4–1, 2–0) | Dél-afrikai Köztársaság | The Ice Station, Fokváros Nézőszám: 250 |

| Jegyzőkönyv | Jegyzőkönyv      | Jegyzőkönyv            | Jegyzőkönyv                 | Jegyzőkönyv                                                              |
| --- | ---------------- | ---------------------- | --------------------------- | ------------------------------------------------------------------------ |
| | Muhammed Karagül | Kapusok                | Ashley Bock Charl Pretorius | Játékvezető: Miroslav Iarets Vonalbírók: Maximilian Gatol Artsiom Labzov |
| \| Kavaz (Ö. Kars) – 02:01 \| 1–0 \| \| \| F. Faner (Bakal, Y. Kars) (PP) – 24:19 \| 2–0 \| \| \| Savaş (Semiz, Solak) – 26:01 \| 3–0 \| \| \| Kavaz (Bingöl) – 28:31 \| 4–0 \| \| \| Inanç (Y. Kars) – 35:49 \| 5–0 \| \| \| \| 5–1 \| 38:38 – Giot (Bremner) \| \| Özmen (Semiz) – 40:53 \| 6–1 \| \| \| E. Faner (Y. Kars) – 52:25 \| 7–1 \| \| |                  |                        |                             | Játékvezető: Miroslav Iarets Vonalbírók: Maximilian Gatol Artsiom Labzov |
| 6 perc | Büntetések       | 12 perc                |                             | Játékvezető: Miroslav Iarets Vonalbírók: Maximilian Gatol Artsiom Labzov |
| 34 | Lövések          | 36                     |                             | Játékvezető: Miroslav Iarets Vonalbírók: Maximilian Gatol Artsiom Labzov |
| Kavaz (Ö. Kars) – 02:01 | 1–0              |                        |                             | Játékvezető: Miroslav Iarets Vonalbírók: Maximilian Gatol Artsiom Labzov |
| F. Faner (Bakal, Y. Kars) (PP) – 24:19 | 2–0              |                        |                             | Játékvezető: Miroslav Iarets Vonalbírók: Maximilian Gatol Artsiom Labzov |
| Savaş (Semiz, Solak) – 26:01 | 3–0              |                        |                             | Játékvezető: Miroslav Iarets Vonalbírók: Maximilian Gatol Artsiom Labzov |
| Kavaz (Bingöl) – 28:31 | 4–0              |                        |                             |                                                                          |
| Inanç (Y. Kars) – 35:49 | 5–0              |                        |                             |                                                                          |
| | 5–1              | 38:38 – Giot (Bremner) |                             |                                                                          |
| Özmen (Semiz) – 40:53 | 6–1              |                        |                             |                                                                          |
| E. Faner (Y. Kars) – 52:25 | 7–1              |                        |                             |                                                                          |

| 2018. április 20. 13:00 | Hongkong | 0–10 (0–3, 0–3, 0–4) | Bulgária | The Ice Station, Fokváros Nézőszám: 20 |

| Jegyzőkönyv | Jegyzőkönyv | Jegyzőkönyv                            | Jegyzőkönyv  | Jegyzőkönyv                                                                |
| --- | ----------- | -------------------------------------- | ------------ | -------------------------------------------------------------------------- |
| | King Ho     | Kapusok                                | Ivan Stoynov | Játékvezető: Alexei Roshchyn Vonalbírók: Danny Beresford Matthias Cristeli |
| \| \| 0–1 \| 09:47 – Gatchev (Dilkov, M. Nikolov) \| \| \| 0–2 \| 16:28 – Dilkov (Stoilov, Gatchev) (PP) \| \| \| 0–3 \| 18:18 – Nikolov (Dilkov) \| \| \| 0–4 \| 29:33 – Hodulov (Iskrenov, Muhachev) \| \| \| 0–5 \| 35:33 – Iskrenov (Muhachev, Bozhanov) \| \| \| 0–6 \| 38:46 – Boyadjiev (T. Georgiev) (SH) \| \| \| 0–7 \| 48:09 – Hodulov (Iskrenov, Vasilev) \| \| \| 0–8 \| 48:32 – Stoyadinov (Hodulov, K. Dikov) \| \| \| 0–9 \| 49:18 – Stoyadinov (Boyadjiev) \| \| \| 0–10 \| 53:09 – Nikolov (Dilkov) (SH) \| |             |                                        |              | Játékvezető: Alexei Roshchyn Vonalbírók: Danny Beresford Matthias Cristeli |
| 10 perc | Büntetések  | 14 perc                                |              | Játékvezető: Alexei Roshchyn Vonalbírók: Danny Beresford Matthias Cristeli |
| 17 | Lövések     | 51                                     |              | Játékvezető: Alexei Roshchyn Vonalbírók: Danny Beresford Matthias Cristeli |
| | 0–1         | 09:47 – Gatchev (Dilkov, M. Nikolov)   |              | Játékvezető: Alexei Roshchyn Vonalbírók: Danny Beresford Matthias Cristeli |
| | 0–2         | 16:28 – Dilkov (Stoilov, Gatchev) (PP) |              | Játékvezető: Alexei Roshchyn Vonalbírók: Danny Beresford Matthias Cristeli |
| | 0–3         | 18:18 – Nikolov (Dilkov)               |              | Játékvezető: Alexei Roshchyn Vonalbírók: Danny Beresford Matthias Cristeli |
| | 0–4         | 29:33 – Hodulov (Iskrenov, Muhachev)   |              |                                                                            |
| | 0–5         | 35:33 – Iskrenov (Muhachev, Bozhanov)  |              |                                                                            |
| | 0–6         | 38:46 – Boyadjiev (T. Georgiev) (SH)   |              |                                                                            |
| | 0–7         | 48:09 – Hodulov (Iskrenov, Vasilev)    |              |                                                                            |
| | 0–8         | 48:32 – Stoyadinov (Hodulov, K. Dikov) |              |                                                                            |
| | 0–9         | 49:18 – Stoyadinov (Boyadjiev)         |              |                                                                            |
| | 0–10        | 53:09 – Nikolov (Dilkov) (SH)          |              |                                                                            |

| 2018. április 20. 16:15 | Tajvan | 2–4 (1–0, 1–1, 0–3) | Törökország | The Ice Station, Fokváros Nézőszám: 30 |

| Jegyzőkönyv | Jegyzőkönyv   | Jegyzőkönyv            | Jegyzőkönyv      | Jegyzőkönyv                                                                |
| --- | ------------- | ---------------------- | ---------------- | -------------------------------------------------------------------------- |
| | Liao Yu-cheng | Kapusok                | Muhammed Karagül | Játékvezető: Miroslav Iarets Vonalbírók: Jonathan Mark Burger Marcin Polak |
| \| Yang (Hung) – 04:07 \| 1–0 \| \| \| \| 1–1 \| 26:53 – Takar (Inanç) \| \| Shen Yen-c. (Chang) – 38:35 \| 2–1 \| \| \| \| 2–2 \| 26:53 – Semiz (PP) \| \| \| 2–3 \| 44:07 – Bakal (Solak) \| \| \| 2–4 \| 48:21 – Bakal (Elakaş) \| |               |                        |                  | Játékvezető: Miroslav Iarets Vonalbírók: Jonathan Mark Burger Marcin Polak |
| 20 perc | Büntetések    | 6 perc                 |                  | Játékvezető: Miroslav Iarets Vonalbírók: Jonathan Mark Burger Marcin Polak |
| 20 | Lövések       | 36                     |                  | Játékvezető: Miroslav Iarets Vonalbírók: Jonathan Mark Burger Marcin Polak |
| Yang (Hung) – 04:07 | 1–0           |                        |                  | Játékvezető: Miroslav Iarets Vonalbírók: Jonathan Mark Burger Marcin Polak |
| | 1–1           | 26:53 – Takar (Inanç)  |                  | Játékvezető: Miroslav Iarets Vonalbírók: Jonathan Mark Burger Marcin Polak |
| Shen Yen-c. (Chang) – 38:35 | 2–1           |                        |                  | Játékvezető: Miroslav Iarets Vonalbírók: Jonathan Mark Burger Marcin Polak |
| | 2–2           | 26:53 – Semiz (PP)     |                  |                                                                            |
| | 2–3           | 44:07 – Bakal (Solak)  |                  |                                                                            |
| | 2–4           | 48:21 – Bakal (Elakaş) |                  |                                                                            |

| 2018. április 20. 20:00 | Dél-afrikai Köztársaság | 4–2 (2–1, 0–1, 2–0) | Grúzia | The Ice Station, Fokváros Nézőszám: 700 |

| Jegyzőkönyv | Jegyzőkönyv     | Jegyzőkönyv                          | Jegyzőkönyv    | Jegyzőkönyv                                                             |
| --- | --------------- | ------------------------------------ | -------------- | ----------------------------------------------------------------------- |
| | Charl Pretorius | Kapusok                              | Andrei Ilienko | Játékvezető: Richard Magnusson Vonalbírók: Artsiom Labzov Gregor Miklič |
| \| \| 0–1 \| 04:25 – Obolgogiani (Zhuzhunashvili) \| \| Carelse (Samaai) – 08:16 \| 1–1 \| \| \| Cardoso (Magmoed) (PP) – 19:28 \| 2–1 \| \| \| \| 2–2 \| 24:23 – Obolgogiani (Zhuzhunashvili) \| \| Magmoed (Giot, Van Doesburgh) (PP) – 52:02 \| 3–2 \| \| \| Van Doesburgh (Samaai) (ENG, SH) – 59:41 \| 4–2 \| \| |                 |                                      |                | Játékvezető: Richard Magnusson Vonalbírók: Artsiom Labzov Gregor Miklič |
| 10 perc | Büntetések      | 33 perc                              |                | Játékvezető: Richard Magnusson Vonalbírók: Artsiom Labzov Gregor Miklič |
| 33 | Lövések         | 52                                   |                | Játékvezető: Richard Magnusson Vonalbírók: Artsiom Labzov Gregor Miklič |
| | 0–1             | 04:25 – Obolgogiani (Zhuzhunashvili) |                | Játékvezető: Richard Magnusson Vonalbírók: Artsiom Labzov Gregor Miklič |
| Carelse (Samaai) – 08:16 | 1–1             |                                      |                | Játékvezető: Richard Magnusson Vonalbírók: Artsiom Labzov Gregor Miklič |
| Cardoso (Magmoed) (PP) – 19:28 | 2–1             |                                      |                | Játékvezető: Richard Magnusson Vonalbírók: Artsiom Labzov Gregor Miklič |
| | 2–2             | 24:23 – Obolgogiani (Zhuzhunashvili) |                |                                                                         |
| Magmoed (Giot, Van Doesburgh) (PP) – 52:02 | 3–2             |                                      |                |                                                                         |
| Van Doesburgh (Samaai) (ENG, SH) – 59:41 | 4–2             |                                      |                |                                                                         |

| 2018. április 22. 13:00 | Grúzia | 11–2 (5–1, 3–0, 3–1) | Tajvan | The Ice Station, Fokváros Nézőszám: 100 |

| Jegyzőkönyv | Jegyzőkönyv                    | Jegyzőkönyv                      | Jegyzőkönyv               | Jegyzőkönyv                                                              |
| --- | ------------------------------ | -------------------------------- | ------------------------- | ------------------------------------------------------------------------ |
| | Andrei Ilienko Kakha Ambrolava | Kapusok                          | Liao Yu-cheng David Chang | Játékvezető: Alexey Roshchyn Vonalbírók: Maximilian Gatol Artsiom Labzov |
| \| Zhuzhunashvili (Obolgogiani) – 00:17 \| 1–0 \| \| \| Kurbatov (Zhuzhunashvili, Kozyulin) – 04:47 \| 2–0 \| \| \| \| 2–1 \| 08:23 – Shen Yen-l. (Lu) (PP) \| \| Kharizov (SH) – 11:51 \| 3–1 \| \| \| Shvetsov (Obolgogiani, Kharizov) – 15:03 \| 4–1 \| \| \| Vasilchenko (Kharizov) – 19:48 \| 5–1 \| \| \| Shalunov (Vasilchenko, Kharizov) (PP) – 22:20 \| 6–1 \| \| \| Zhuzhunashvili (Kozyulin, Kurbatov) – 22:46 \| 7–1 \| \| \| Kharizov (Vasilchenko) – 22:53 \| 8–1 \| \| \| Kharizov (Obolgogiani, Kurbatov) – 48:47 \| 9–1 \| \| \| Zhuzhunashvili (Kurbatov, Jeiranashvili) – 51:27 \| 10–1 \| \| \| \| 10–2 \| 58:09 – Hsiao Po-yuan (Chang W.) \| \| Zhuzhunashvili (Kozyulin, Vasilchenko) (SH) – 59:56 \| 11–2 \| \| |                                |                                  |                           | Játékvezető: Alexey Roshchyn Vonalbírók: Maximilian Gatol Artsiom Labzov |
| 33 perc | Büntetések                     | 10 perc                          |                           | Játékvezető: Alexey Roshchyn Vonalbírók: Maximilian Gatol Artsiom Labzov |
| 56 | Lövések                        | 17                               |                           | Játékvezető: Alexey Roshchyn Vonalbírók: Maximilian Gatol Artsiom Labzov |
| Zhuzhunashvili (Obolgogiani) – 00:17 | 1–0                            |                                  |                           | Játékvezető: Alexey Roshchyn Vonalbírók: Maximilian Gatol Artsiom Labzov |
| Kurbatov (Zhuzhunashvili, Kozyulin) – 04:47 | 2–0                            |                                  |                           | Játékvezető: Alexey Roshchyn Vonalbírók: Maximilian Gatol Artsiom Labzov |
| | 2–1                            | 08:23 – Shen Yen-l. (Lu) (PP)    |                           | Játékvezető: Alexey Roshchyn Vonalbírók: Maximilian Gatol Artsiom Labzov |
| Kharizov (SH) – 11:51 | 3–1                            |                                  |                           |                                                                          |
| Shvetsov (Obolgogiani, Kharizov) – 15:03 | 4–1                            |                                  |                           |                                                                          |
| Vasilchenko (Kharizov) – 19:48 | 5–1                            |                                  |                           |                                                                          |
| Shalunov (Vasilchenko, Kharizov) (PP) – 22:20 | 6–1                            |                                  |                           |                                                                          |
| Zhuzhunashvili (Kozyulin, Kurbatov) – 22:46 | 7–1                            |                                  |                           |                                                                          |
| Kharizov (Vasilchenko) – 22:53 | 8–1                            |                                  |                           |                                                                          |
| Kharizov (Obolgogiani, Kurbatov) – 48:47 | 9–1                            |                                  |                           |                                                                          |
| Zhuzhunashvili (Kurbatov, Jeiranashvili) – 51:27 | 10–1                           |                                  |                           |                                                                          |
| | 10–2                           | 58:09 – Hsiao Po-yuan (Chang W.) |                           |                                                                          |
| Zhuzhunashvili (Kozyulin, Vasilchenko) (SH) – 59:56 | 11–2                           |                                  |                           |                                                                          |

| 2018. április 22. 16:15 | Törökország | 3–4 (h.u.) (2–1, 0–3, 1–1) (h.u.: 0–1) | Bulgária | The Ice Station, Fokváros Nézőszám: 80 |

| Jegyzőkönyv | Jegyzőkönyv      | Jegyzőkönyv                           | Jegyzőkönyv      | Jegyzőkönyv                                                            |
| --- | ---------------- | ------------------------------------- | ---------------- | ---------------------------------------------------------------------- |
| | Muhammed Karagül | Kapusok                               | Dimitar Dimitrov | Játékvezető: Miroslav Iarets Vonalbírók: Daniel Beresford Marcin Polak |
| \| \| 0–1 \| 04:38 – Iskrenov (Hodulov) \| \| \| 0–2 \| 06:01 – V. Dikov (Gatchev) \| \| E. Faner (Özmen, Semiz) – 11:59 \| 1–2 \| \| \| E. Faner (Bakal, Y. Kars) (PP) – 14:16 \| 2–2 \| \| \| Ö. Kars (Bakal) – 33:03 \| 3–2 \| \| \| \| 3–3 \| 58:50 – Boyadjiev (Hodulov) (ENG, EA) \| \| \| 3–4 \| 62:52 – D. Dikov (V. Dikov) \| |                  |                                       |                  | Játékvezető: Miroslav Iarets Vonalbírók: Daniel Beresford Marcin Polak |
| 12 perc | Büntetések       | 2 perc                                |                  | Játékvezető: Miroslav Iarets Vonalbírók: Daniel Beresford Marcin Polak |
| 34 | Lövések          | 38                                    |                  | Játékvezető: Miroslav Iarets Vonalbírók: Daniel Beresford Marcin Polak |
| | 0–1              | 04:38 – Iskrenov (Hodulov)            |                  | Játékvezető: Miroslav Iarets Vonalbírók: Daniel Beresford Marcin Polak |
| | 0–2              | 06:01 – V. Dikov (Gatchev)            |                  | Játékvezető: Miroslav Iarets Vonalbírók: Daniel Beresford Marcin Polak |
| E. Faner (Özmen, Semiz) – 11:59 | 1–2              |                                       |                  | Játékvezető: Miroslav Iarets Vonalbírók: Daniel Beresford Marcin Polak |
| E. Faner (Bakal, Y. Kars) (PP) – 14:16 | 2–2              |                                       |                  |                                                                        |
| Ö. Kars (Bakal) – 33:03 | 3–2              |                                       |                  |                                                                        |
| | 3–3              | 58:50 – Boyadjiev (Hodulov) (ENG, EA) |                  |                                                                        |
| | 3–4              | 62:52 – D. Dikov (V. Dikov)           |                  |                                                                        |

| 2018. április 22. 20:00 | Hongkong | 0–6 (0–0, 0–4, 0–2) | Dél-afrikai Köztársaság | The Ice Station, Fokváros Nézőszám: 400 |

| Jegyzőkönyv | Jegyzőkönyv   | Jegyzőkönyv                          | Jegyzőkönyv     | Jegyzőkönyv                                                                |
| --- | ------------- | ------------------------------------ | --------------- | -------------------------------------------------------------------------- |
| | Emerson Keung | Kapusok                              | Charl Pretorius | Játékvezető: Richard Magnusson Vonalbírók: Matthias Cristeli Gregor Miklič |
| \| \| 0–1 \| 23:54 – Samaai (Marais) (PP) \| \| \| 0–2 \| 27:07 – Bremner (Samaai, Carelse) \| \| \| 0–3 \| 33:48 – Samaai (Marais) \| \| \| 0–4 \| 37:59 – Van Doesburgh (Carelse) \| \| \| 0–5 \| 45:38 – Valadas (Compton, Malgas) \| \| \| 0–6 \| 50:41 – Giot (Marais, Van Doesburgh) \| |               |                                      |                 | Játékvezető: Richard Magnusson Vonalbírók: Matthias Cristeli Gregor Miklič |
| 8 perc | Büntetések    | 4 perc                               |                 | Játékvezető: Richard Magnusson Vonalbírók: Matthias Cristeli Gregor Miklič |
| 20 | Lövések       | 60                                   |                 | Játékvezető: Richard Magnusson Vonalbírók: Matthias Cristeli Gregor Miklič |
| | 0–1           | 23:54 – Samaai (Marais) (PP)         |                 | Játékvezető: Richard Magnusson Vonalbírók: Matthias Cristeli Gregor Miklič |
| | 0–2           | 27:07 – Bremner (Samaai, Carelse)    |                 | Játékvezető: Richard Magnusson Vonalbírók: Matthias Cristeli Gregor Miklič |
| | 0–3           | 33:48 – Samaai (Marais)              |                 | Játékvezető: Richard Magnusson Vonalbírók: Matthias Cristeli Gregor Miklič |
| | 0–4           | 37:59 – Van Doesburgh (Carelse)      |                 |                                                                            |
| | 0–5           | 45:38 – Valadas (Compton, Malgas)    |                 |                                                                            |
| | 0–6           | 50:41 – Giot (Marais, Van Doesburgh) |                 |                                                                            |

## Divízió III selejtező

### Résztvevők
A selejtezőben az alábbi 4 válogatott vett részt.
| Csapat                  | Kvalifikáció módja                                               |
| ----------------------- | ---------------------------------------------------------------- |
| Bosznia-Hercegovina     | Rendező, előző évben visszalépett, utoljára 2016-ban vett részt. |
| Egyesült Arab Emírségek | Előző évben a divízió III 7. helyén végzett és kiesett.          |
| Kuvait                  | Először indult IIHF-tornán.                                      |
| Türkmenisztán           | Először indult IIHF-tornán.                                      |

### Végeredmény
A mérkőzések kezdési időpontjai helyi idő szerint (UTC+1) értendők.
| Hely. | Csapat                  | M | Gy | HGy | HV | V | G+ | G– | Gk  | P | Feljutás vagy kiesés        |
| ----- | ----------------------- | - | -- | --- | -- | - | -- | -- | --- | - | --------------------------- |
| 1.    | Türkmenisztán (F)       | 3 | 3  | 0   | 0  | 0 | 41 | 5  | +36 | 9 | Feljutott a divízió III-ba. |
| 2.    | Bosznia-Hercegovina (R) | 3 | 2  | 0   | 0  | 1 | 17 | 15 | +2  | 6 |                             |
| 3.    | Egyesült Arab Emírségek | 3 | 1  | 0   | 0  | 2 | 5  | 12 | −7  | 3 |                             |
| 4.    | Kuvait                  | 3 | 0  | 0   | 0  | 3 | 5  | 36 | −31 | 0 |                             |

### Eredmények
| 2018. február 25. 16:00 | Türkmenisztán | 4–0 (0–0, 1–0, 3–0) | Egyesült Arab Emírségek | Zetra Olimpiai Csarnok, Szarajevó Nézőszám: 100 |

| Jegyzőkönyv | Jegyzőkönyv      | Jegyzőkönyv | Jegyzőkönyv       | Jegyzőkönyv                                                                    |
| --- | ---------------- | ----------- | ----------------- | ------------------------------------------------------------------------------ |
| | Keremli Charyyev | Kapusok     | Khaled Al-Suwaidi | Játékvezető: Martin Christensen Vonalbírók: Ilya Khohlov Maarten van der Acker |
| \| Veleyev (Aganiyazov, Vahovskiy) (PP) – 34:58 \| 1–0 \| \| \| Aganiyazov (Vahovskiy, Hydyrov) (PP) – 40:55 \| 2–0 \| \| \| Soyunov – 44:39 \| 3–0 \| \| \| Geldimyradov (Savin, Barkovskiy) (PP) – 56:58 \| 4–0 \| \| |                  |             |                   | Játékvezető: Martin Christensen Vonalbírók: Ilya Khohlov Maarten van der Acker |
| 8 perc | Büntetések       | 12 perc     |                   | Játékvezető: Martin Christensen Vonalbírók: Ilya Khohlov Maarten van der Acker |
| 43 | Lövések          | 10          |                   | Játékvezető: Martin Christensen Vonalbírók: Ilya Khohlov Maarten van der Acker |
| Veleyev (Aganiyazov, Vahovskiy) (PP) – 34:58 | 1–0              |             |                   | Játékvezető: Martin Christensen Vonalbírók: Ilya Khohlov Maarten van der Acker |
| Aganiyazov (Vahovskiy, Hydyrov) (PP) – 40:55 | 2–0              |             |                   | Játékvezető: Martin Christensen Vonalbírók: Ilya Khohlov Maarten van der Acker |
| Soyunov – 44:39 | 3–0              |             |                   | Játékvezető: Martin Christensen Vonalbírók: Ilya Khohlov Maarten van der Acker |
| Geldimyradov (Savin, Barkovskiy) (PP) – 56:58 | 4–0              |             |                   |                                                                                |

| 2018. február 25. 20:00 | Kuvait | 1–8 (0–2, 0–3, 1–3) | Bosznia-Hercegovina | Zetra Olimpiai Csarnok, Szarajevó Nézőszám: 1100 |

| Jegyzőkönyv | Jegyzőkönyv     | Jegyzőkönyv                           | Jegyzőkönyv   | Jegyzőkönyv                                                                 |
| --- | --------------- | ------------------------------------- | ------------- | --------------------------------------------------------------------------- |
| | Jasem Al-Sarraf | Kapusok                               | Edis Pribišić | Játékvezető: Stefan Hogarth Vonalbírók: Tomáš Brejcha Vytautas Lukoševičius |
| \| \| 0–1 \| 03:27 – Čordalija (PP) \| \| \| 0–2 \| 15:28 – Čordalija (Logo) \| \| \| 0–3 \| 28:00 – Lemeš (Omer, Arslanagic) (PP) \| \| \| 0–4 \| 30:15 – Omer (PP) \| \| \| 0–5 \| 37:46 – Lemeš (Omer) (PP2) \| \| \| 0–6 \| 42:18 – Velić (Čordalija) \| \| \| 0–7 \| 45:18 – Logo (SH) \| \| \| 0–8 \| 47:03 – Omer (Tokić) \| \| H. Al-Ajmi – 56:37 \| 1–8 \| \| |                 |                                       |               | Játékvezető: Stefan Hogarth Vonalbírók: Tomáš Brejcha Vytautas Lukoševičius |
| 45 perc | Büntetések      | 14 perc                               |               | Játékvezető: Stefan Hogarth Vonalbírók: Tomáš Brejcha Vytautas Lukoševičius |
| 16 | Lövések         | 41                                    |               | Játékvezető: Stefan Hogarth Vonalbírók: Tomáš Brejcha Vytautas Lukoševičius |
| | 0–1             | 03:27 – Čordalija (PP)                |               | Játékvezető: Stefan Hogarth Vonalbírók: Tomáš Brejcha Vytautas Lukoševičius |
| | 0–2             | 15:28 – Čordalija (Logo)              |               | Játékvezető: Stefan Hogarth Vonalbírók: Tomáš Brejcha Vytautas Lukoševičius |
| | 0–3             | 28:00 – Lemeš (Omer, Arslanagic) (PP) |               | Játékvezető: Stefan Hogarth Vonalbírók: Tomáš Brejcha Vytautas Lukoševičius |
| | 0–4             | 30:15 – Omer (PP)                     |               |                                                                             |
| | 0–5             | 37:46 – Lemeš (Omer) (PP2)            |               |                                                                             |
| | 0–6             | 42:18 – Velić (Čordalija)             |               |                                                                             |
| | 0–7             | 45:18 – Logo (SH)                     |               |                                                                             |
| | 0–8             | 47:03 – Omer (Tokić)                  |               |                                                                             |
| H. Al-Ajmi – 56:37 | 1–8             |                                       |               |                                                                             |

| 2018. február 26. 16:00 | Kuvait | 2–24 (0–8, 0–7, 2–9) | Türkmenisztán | Zetra Olimpiai Csarnok, Szarajevó Nézőszám: 110 |

| Jegyzőkönyv | Jegyzőkönyv                    | Jegyzőkönyv                                   | Jegyzőkönyv                     | Jegyzőkönyv                                                                 |
| --- | ------------------------------ | --------------------------------------------- | ------------------------------- | --------------------------------------------------------------------------- |
| | Jasem Al-Sarraf Dhari Al-Omran | Kapusok                                       | Keremli Charyyev Rahman Myradov | Játékvezető: Paweł Meszyński Vonalbírók: Ilya Khohlov Vytautas Lukoševičius |
| \| \| 0–1 \| 01:30 – Soyunov (Geldimyradov, Barkovskiy) \| \| \| 0–2 \| 06:02 – Gurbanov (Aganiyazov) \| \| \| 0–3 \| 10:11 – Geldimyradov \| \| \| 0–4 \| 11:49 – Vahovskiy (Gurbanov, Soyunov) (EA) \| \| \| 0–5 \| 12:37 – Gurbanov (Aganiyazov) \| \| \| 0–6 \| 16:46 – Geldimyradov (Barkovskiy) \| \| \| 0–7 \| 18:35 – Vahovskiy (Gurbanov, Aganiyazov) (SH) \| \| \| 0–8 \| 18:55 – Soyunov (SH) \| \| \| 0–9 \| 27:41 – Gurbanov (Vahovskiy, Veleyev) \| \| \| 0–10 \| 28:33 – Veleyev (Aganiyazov) \| \| \| 0–11 \| 33:01 – Soyunov (Geldimyradov) \| \| \| 0–12 \| 33:56 – Avdeyev (Kuliyev, Atayev) \| \| \| 0–13 \| 37:57 – Vahovskiy (Aganiyazov, Gurbanov) (PP) \| \| \| 0–14 \| 39:30 – Geldimyradov (Barkovskiy, Soyunov) \| \| \| 0–15 \| 39:51 – Berdiyev (Veliyev) \| \| \| 0–16 \| 42:47 – Avdeyev (Dovletmyradov) (PP) \| \| A. Al-Ajmi (Al-Maragi) – 43:22 \| 1–16 \| \| \| \| 1–17 \| 43:37 – Gurbanov (Aganiyazov) \| \| Al-Zidan (Al-Maghrabi) (SH) – 44:35 \| 2–17 \| \| \| \| 2–18 \| 45:56 – Veleyev \| \| \| 2–19 \| 47:21 – Avdeyev (Atayev) \| \| \| 2–20 \| 51:02 – Kuliyev (Barkovskiy, Savin) (PP2) \| \| \| 2–21 \| 54:13 – Hydyrov (Vahovskiy) \| \| \| 2–22 \| 55:12 – Savin (Kuliyev, Gayer) (PP) \| \| \| 2–23 \| 57:01 – Veleyev (Vahovskiy, Gurbanov) \| \| \| 2–24 \| 57:47 – Barkovskiy (Gayer) \| |                                |                                               |                                 | Játékvezető: Paweł Meszyński Vonalbírók: Ilya Khohlov Vytautas Lukoševičius |
| 16 perc | Büntetések                     | 27 perc                                       |                                 | Játékvezető: Paweł Meszyński Vonalbírók: Ilya Khohlov Vytautas Lukoševičius |
| 11 | Lövések                        | 67                                            |                                 | Játékvezető: Paweł Meszyński Vonalbírók: Ilya Khohlov Vytautas Lukoševičius |
| | 0–1                            | 01:30 – Soyunov (Geldimyradov, Barkovskiy)    |                                 | Játékvezető: Paweł Meszyński Vonalbírók: Ilya Khohlov Vytautas Lukoševičius |
| | 0–2                            | 06:02 – Gurbanov (Aganiyazov)                 |                                 | Játékvezető: Paweł Meszyński Vonalbírók: Ilya Khohlov Vytautas Lukoševičius |
| | 0–3                            | 10:11 – Geldimyradov                          |                                 | Játékvezető: Paweł Meszyński Vonalbírók: Ilya Khohlov Vytautas Lukoševičius |
| | 0–4                            | 11:49 – Vahovskiy (Gurbanov, Soyunov) (EA)    |                                 |                                                                             |
| | 0–5                            | 12:37 – Gurbanov (Aganiyazov)                 |                                 |                                                                             |
| | 0–6                            | 16:46 – Geldimyradov (Barkovskiy)             |                                 |                                                                             |
| | 0–7                            | 18:35 – Vahovskiy (Gurbanov, Aganiyazov) (SH) |                                 |                                                                             |
| | 0–8                            | 18:55 – Soyunov (SH)                          |                                 |                                                                             |
| | 0–9                            | 27:41 – Gurbanov (Vahovskiy, Veleyev)         |                                 |                                                                             |
| | 0–10                           | 28:33 – Veleyev (Aganiyazov)                  |                                 |                                                                             |
| | 0–11                           | 33:01 – Soyunov (Geldimyradov)                |                                 |                                                                             |
| | 0–12                           | 33:56 – Avdeyev (Kuliyev, Atayev)             |                                 |                                                                             |
| | 0–13                           | 37:57 – Vahovskiy (Aganiyazov, Gurbanov) (PP) |                                 |                                                                             |
| | 0–14                           | 39:30 – Geldimyradov (Barkovskiy, Soyunov)    |                                 |                                                                             |
| | 0–15                           | 39:51 – Berdiyev (Veliyev)                    |                                 |                                                                             |
| | 0–16                           | 42:47 – Avdeyev (Dovletmyradov) (PP)          |                                 |                                                                             |
| A. Al-Ajmi (Al-Maragi) – 43:22 | 1–16                           |                                               |                                 |                                                                             |
| | 1–17                           | 43:37 – Gurbanov (Aganiyazov)                 |                                 |                                                                             |
| Al-Zidan (Al-Maghrabi) (SH) – 44:35 | 2–17                           |                                               |                                 |                                                                             |
| | 2–18                           | 45:56 – Veleyev                               |                                 |                                                                             |
| | 2–19                           | 47:21 – Avdeyev (Atayev)                      |                                 |                                                                             |
| | 2–20                           | 51:02 – Kuliyev (Barkovskiy, Savin) (PP2)     |                                 |                                                                             |
| | 2–21                           | 54:13 – Hydyrov (Vahovskiy)                   |                                 |                                                                             |
| | 2–22                           | 55:12 – Savin (Kuliyev, Gayer) (PP)           |                                 |                                                                             |
| | 2–23                           | 57:01 – Veleyev (Vahovskiy, Gurbanov)         |                                 |                                                                             |
| | 2–24                           | 57:47 – Barkovskiy (Gayer)                    |                                 |                                                                             |

| 2018. február 26. 20:00 | Egyesült Arab Emírségek | 1–6 (0–1, 1–2, 0–3) | Bosznia-Hercegovina | Zetra Olimpiai Csarnok, Szarajevó Nézőszám: 600 |

| Jegyzőkönyv | Jegyzőkönyv       | Jegyzőkönyv                          | Jegyzőkönyv   | Jegyzőkönyv                                                                     |
| --- | ----------------- | ------------------------------------ | ------------- | ------------------------------------------------------------------------------- |
| | Khaled Al-Suwaidi | Kapusok                              | Edis Pribišić | Játékvezető: Martin Christensen Vonalbírók: Tomáš Brejcha Maarten van den Acker |
| \| \| 0–1 \| 04:48 – Hadžihasanović (Omer, Ramić) \| \| Al-Dhaheri (M. Al-Shamsi) – 26:55 \| 1–1 \| \| \| \| 1–2 \| 31:51 – Čordalija (Arslanagic) (SH) \| \| \| 1–3 \| 33:50 – Omer (Bakal, Pribišić) (PP) \| \| \| 1–4 \| 46:47 – Čordalija \| \| \| 1–5 \| 52:29 – Čordalija \| \| \| 1–6 \| 53:39 – Omer \| |                   |                                      |               | Játékvezető: Martin Christensen Vonalbírók: Tomáš Brejcha Maarten van den Acker |
| 22 perc | Büntetések        | 34 perc                              |               | Játékvezető: Martin Christensen Vonalbírók: Tomáš Brejcha Maarten van den Acker |
| 27 | Lövések           | 42                                   |               | Játékvezető: Martin Christensen Vonalbírók: Tomáš Brejcha Maarten van den Acker |
| | 0–1               | 04:48 – Hadžihasanović (Omer, Ramić) |               | Játékvezető: Martin Christensen Vonalbírók: Tomáš Brejcha Maarten van den Acker |
| Al-Dhaheri (M. Al-Shamsi) – 26:55 | 1–1               |                                      |               | Játékvezető: Martin Christensen Vonalbírók: Tomáš Brejcha Maarten van den Acker |
| | 1–2               | 31:51 – Čordalija (Arslanagic) (SH)  |               | Játékvezető: Martin Christensen Vonalbírók: Tomáš Brejcha Maarten van den Acker |
| | 1–3               | 33:50 – Omer (Bakal, Pribišić) (PP)  |               |                                                                                 |
| | 1–4               | 46:47 – Čordalija                    |               |                                                                                 |
| | 1–5               | 52:29 – Čordalija                    |               |                                                                                 |
| | 1–6               | 53:39 – Omer                         |               |                                                                                 |

| 2018. február 28. 09:00 | Egyesült Arab Emírségek | 4–2 (1–1, 1–0, 2–1) | Kuvait | Zetra Olimpiai Csarnok, Szarajevó Nézőszám: 110 |

| Jegyzőkönyv | Jegyzőkönyv       | Jegyzőkönyv                                         | Jegyzőkönyv     | Jegyzőkönyv                                                                         |
| --- | ----------------- | --------------------------------------------------- | --------------- | ----------------------------------------------------------------------------------- |
| | Khaled Al-Suwaidi | Kapusok                                             | Jasem Al-Sarraf | Játékvezető: Stefan Hogarth Vonalbírók: Vytautas Lukoševičius Maarten van den Acker |
| \| \| 0–1 \| 07:43 – Al-Awadhi (Y. Al-Kandari, Al-Maraghy) \| \| Al-Dhaheri (M. Al-Shamsi, Al-Harmoodi) (PP) – 13:30 \| 1–1 \| \| \| Al-Dhaheri (Al-Mehairbi, O. Al-Shamsi) (PP) – 39:16 \| 2–1 \| \| \| O. Al-Shamsi (A. Al-Haddad, H. Al-Haddad) – 43:02 \| 3–1 \| \| \| Al-Dhaheri (A. Yahya, M. Al-Shamsi) – 50:48 \| 4–1 \| \| \| \| 4–2 \| 57:35 – Al-Maragi (A. Al-Ajmi, M. Al-Ajmi) (PP, EA) \| |                   |                                                     |                 | Játékvezető: Stefan Hogarth Vonalbírók: Vytautas Lukoševičius Maarten van den Acker |
| 4 perc | Büntetések        | 12 perc                                             |                 | Játékvezető: Stefan Hogarth Vonalbírók: Vytautas Lukoševičius Maarten van den Acker |
| 20 | Lövések           | 22                                                  |                 | Játékvezető: Stefan Hogarth Vonalbírók: Vytautas Lukoševičius Maarten van den Acker |
| | 0–1               | 07:43 – Al-Awadhi (Y. Al-Kandari, Al-Maraghy)       |                 | Játékvezető: Stefan Hogarth Vonalbírók: Vytautas Lukoševičius Maarten van den Acker |
| Al-Dhaheri (M. Al-Shamsi, Al-Harmoodi) (PP) – 13:30 | 1–1               |                                                     |                 | Játékvezető: Stefan Hogarth Vonalbírók: Vytautas Lukoševičius Maarten van den Acker |
| Al-Dhaheri (Al-Mehairbi, O. Al-Shamsi) (PP) – 39:16 | 2–1               |                                                     |                 | Játékvezető: Stefan Hogarth Vonalbírók: Vytautas Lukoševičius Maarten van den Acker |
| O. Al-Shamsi (A. Al-Haddad, H. Al-Haddad) – 43:02 | 3–1               |                                                     |                 |                                                                                     |
| Al-Dhaheri (A. Yahya, M. Al-Shamsi) – 50:48 | 4–1               |                                                     |                 |                                                                                     |
| | 4–2               | 57:35 – Al-Maragi (A. Al-Ajmi, M. Al-Ajmi) (PP, EA) |                 |                                                                                     |

| 2018. február 28. 20:30 | Bosznia-Hercegovina | 3–13 (3–1, 0–5, 0–7) | Türkmenisztán | Zetra Olimpiai Csarnok, Szarajevó Nézőszám: 1000 |

| Jegyzőkönyv | Jegyzőkönyv                       | Jegyzőkönyv                                | Jegyzőkönyv      | Jegyzőkönyv                                                         |
| --- | --------------------------------- | ------------------------------------------ | ---------------- | ------------------------------------------------------------------- |
| | Edis Pribišić Muamer Tahirbegović | Kapusok                                    | Keremli Charyyev | Játékvezető: Paweł Meszyński Vonalbírók: Tomáš Brejcha Ilya Khohlov |
| \| Omer (Hadžihasanović) – 04:28 \| 1–0 \| \| \| Lemeš (Omer, Hadžihasanović) – 06:04 \| 2–0 \| \| \| \| 2–1 \| 07:50 – Soyunov (Barkovskiy) (PP) \| \| Rakić (Omer) – 11:40 \| 3–1 \| \| \| \| 3–2 \| 24:38 – Gurbanov (SH) \| \| \| 3–3 \| 26:17 – Gurbanov (Vahovskiy) \| \| \| 3–4 \| 31:06 – Aganiyazov (Gurbanov) (PP) \| \| \| 3–5 \| 33:19 – Savin (SH) \| \| \| 3–6 \| 37:32 – Geldimyradov (Barkovskiy) (PP) \| \| \| 3–7 \| 41:27 – Barkovskiy \| \| \| 3–8 \| 45:12 – Gayer (Savin, Barkovskiy) (PP) \| \| \| 3–9 \| 49:03 – Veleyev (Hydyrov) (PP2) \| \| \| 3–10 \| 49:19 – Soyunov (Geldimyradov, Gayer) (PP) \| \| \| 3–11 \| 52:38 – Vahovskiy (Gurbanov) \| \| \| 3–12 \| 57:06 – Barkovskiy (Geldimyradov, Soyunov) \| \| \| 3–13 \| 57:36 – Dovletmyradov (Kuliyev) \| |                                   |                                            |                  | Játékvezető: Paweł Meszyński Vonalbírók: Tomáš Brejcha Ilya Khohlov |
| 44 perc | Büntetések                        | 18 perc                                    |                  | Játékvezető: Paweł Meszyński Vonalbírók: Tomáš Brejcha Ilya Khohlov |
| 16 | Lövések                           | 66                                         |                  | Játékvezető: Paweł Meszyński Vonalbírók: Tomáš Brejcha Ilya Khohlov |
| Omer (Hadžihasanović) – 04:28 | 1–0                               |                                            |                  | Játékvezető: Paweł Meszyński Vonalbírók: Tomáš Brejcha Ilya Khohlov |
| Lemeš (Omer, Hadžihasanović) – 06:04 | 2–0                               |                                            |                  | Játékvezető: Paweł Meszyński Vonalbírók: Tomáš Brejcha Ilya Khohlov |
| | 2–1                               | 07:50 – Soyunov (Barkovskiy) (PP)          |                  | Játékvezető: Paweł Meszyński Vonalbírók: Tomáš Brejcha Ilya Khohlov |
| Rakić (Omer) – 11:40 | 3–1                               |                                            |                  |                                                                     |
| | 3–2                               | 24:38 – Gurbanov (SH)                      |                  |                                                                     |
| | 3–3                               | 26:17 – Gurbanov (Vahovskiy)               |                  |                                                                     |
| | 3–4                               | 31:06 – Aganiyazov (Gurbanov) (PP)         |                  |                                                                     |
| | 3–5                               | 33:19 – Savin (SH)                         |                  |                                                                     |
| | 3–6                               | 37:32 – Geldimyradov (Barkovskiy) (PP)     |                  |                                                                     |
| | 3–7                               | 41:27 – Barkovskiy                         |                  |                                                                     |
| | 3–8                               | 45:12 – Gayer (Savin, Barkovskiy) (PP)     |                  |                                                                     |
| | 3–9                               | 49:03 – Veleyev (Hydyrov) (PP2)            |                  |                                                                     |
| | 3–10                              | 49:19 – Soyunov (Geldimyradov, Gayer) (PP) |                  |                                                                     |
| | 3–11                              | 52:38 – Vahovskiy (Gurbanov)               |                  |                                                                     |
| | 3–12                              | 57:06 – Barkovskiy (Geldimyradov, Soyunov) |                  |                                                                     |
| | 3–13                              | 57:36 – Dovletmyradov (Kuliyev)            |                  |                                                                     |